# Kastylia

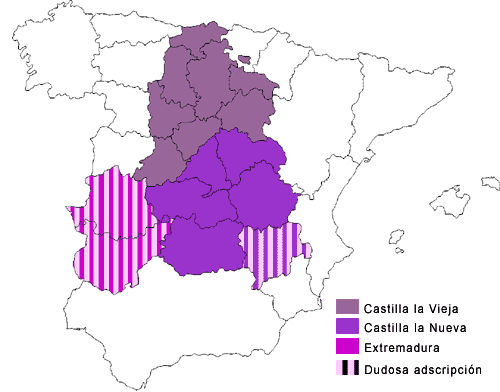
Kastylia na tle Hiszpanii; obszar jednolity – regiony historyczne Nowej i Starej Kastylii istniejące w latach 1833-1978, obszar jednolity i zakreskowany – współczesne wspólnoty autonomiczne, w granicach których znalazły się tereny Starej i Nowej Kastylii

Kastylia (hiszp. Castilla, łac. Castella) – kraina historyczna w środkowej Hiszpanii, na rozległym płaskowyżu Meseta na wysokości 600-1000 m n.p.m. Nazwa pochodzi od licznych zamków występujących w jej granicach w średniowieczu. Kastylia była kolebką języka kastylijskiego, który jest utożsamiany ze współczesnym językiem hiszpańskim. Jest otoczona łańcuchami górskimi, a środkiem biegnie pasmo górskie Gór Kastylijskich (Kordyliera Centralna ze szczytem Almanzor – 2592 m n.p.m.) do 2600 m n.p.m. Góry te dzielą Kastylię na dwie części: Starą Kastylię (Castilla la Vieja) i Nową Kastylię (Castilla la Nueva).
Administracyjnie kraina podzielona jest obecnie pomiędzy wspólnoty autonomiczne Kastylia i León, Kastylia-La Mancha, Madryt, La Rioja oraz Kantabria.

## Historia
- od IX wieku hrabstwo zależne od Asturii i Leonu
- od X wieku włączona do Nawarry
- od XI wieku niezależność
- rozwój terytorialny w okresie rekonkwisty
  - 1236 – zdobycie Kordoby
  - 1248 – zdobycie Sewilli
  - 1262 – zdobycie Kadyksu
- okres świetności w XIII wieku – przyłączenie Asturii i Leonu
- w roku 1479 połączenie z Aragonią (Izabela I Kastylijska)
- 1492 – zdobycie Grenady
- 1512 – opanowanie południowej Nawarry
- od 1516 roku królestwo Hiszpanii